# Irmgard Möller
Irmgard Maria Elisabeth Möller, més coneguda com a Irmgard Möller, (Bielefeld, 13 de maig de 1947) és una activista política alemanya, exmilitant de la Fracció de l'Exèrcit Roig (RAF).
El 18 d'octubre de 1977 va ser l'única supervivent de l'anomenada Nit de la mort de Stammheim, en què els principals membres de la primera generació del grup armat es van suïcidar a la presó de Stuttgart-Stammheim mentre que ella va sobreviure malferida. El 1979 va ser condemnada a presó perpètua per la seva participació en dos atemptats i tres assassinats. Va ser empresonada des del 1972 fins a la seva posada en llibertat el 1994.

## Trajectòria
Möller va néixer el 13 de maig de 1947 a la ciutat de Bielefeld, a la regió alemanya del Rin del Nord-Westfàlia, i el seu pare va ser professor de secundària. Va estudiar alemany i el 1968 es va unir al moviment estudiantil de Múnic. Va compartir pis amb els posteriors militants de la RAF Rolf Heissler i Brigitte Mohnhaupt. Durant un temps, la seva parella va ser Fritz Teufel, un dels primers revolucionaris d'esquerres destacats del moviment estudiantil. Inicialment va participar en la Schwarze Hilfe, una organització de solidaritat amb presos anarquistes. El 1971 es va convertir en militant de la Fracció de l'Exèrcit Roig. Es diu que va coordinar i organitzar les accions del grup a la zona de Stuttgart. El 8 de juliol de 1972 va ser arrestada per la policia a Offenbach am Main, juntament amb Klaus Jünschke, gràcies a l'ajuda d'un confident dins de la RAF. El 1976 va ser condemnada a quatre anys i mig de presó per pertinença a la RAF. Després de la mort d'Ulrike Meinhof el 1976, va ser traslladada a la presó de Stuttgart-Stammheim i va ser allotjada amb altres presoners de l'organització armada.
En el presidi va ser l'única militant de la RAF que va sobreviure a la Nit de la mort de Stammheim. El 18 d'octubre de 1977, Andreas Baader, Gudrun Ensslin i Jan-Carl Raspe van ser trobats morts a l'ala d'alta seguretat de la presó després del seu suïcidi. Möller va ser traslladada a la clínica quirúrgica de Tübingen amb quatre ferides de ganivet a la regió del cor i va ser operada d'urgència. En tot moment va negar el suïcidi col·lectiu i va parlar d'assassinats ordenats per l'estat.
El 31 de maig de 1979 va ser condemnada a presó perpètua per dos atemptats i trets contra agents de policia durant la seva detenció, inclosos tres càrrecs d'assassinat. Després del veredicte, va ser traslladada a Lübeck i durant anys va tenir contacte diari amb la membre de la RAF Hanna Krabbe, que també hi va ser empresonada. Arran d'aquests fets, diferents col·lectius de dones van constituir una comissió solidària amb Möller. Entre el 27 de juliol i el 3 d'agost de 1994 va realitzar una vaga de fam, juntament amb els altres presos de la RAF Hanna Krabbe, Sieglinde Hofmann, Manuela Happe, Eva Haule, Rolf Heissler, Christine Kuby, Helmut Pohl, Heidi Schulz, Birgit Hogefeld, Brigitte Mohnhaupt, Christian Klar i Rolf Clemens Wagner, amb la demanda conjunta del seu alliberament immediat després de 22 anys empresonada. Quan es van complir 23 anys de presó, i era la dona que portava més temps empresonada a Alemanya, va ser alliberada l'1 de desembre de 1994 de la presó de Lübeck.
El grup de música punk antifeixista alemany Schimmelbrot li va dedicar una cançó denominada «Irmgard Möller», que encoratja a seguir la lluita.